# Ochthoeca leucophrys
Falso-chasco-de-sobrancelha-branca ou pitajo-cinzento (Ochthoeca leucophrys) é uma espécie de ave da família Tyrannidae.
Pode ser encontrada nos seguintes países: Argentina, Bolívia, Chile, Equador e Peru.
Os seus habitats naturais são: matagal tropical ou subtropical de alta altitude.